# بشر بن الحارث العبسي
بشر بن الحارث العبسي، صحابي جليل، أسلم قبل الفتح، وكان ضمن وفد بنو عبس وهو أحد التسعة الذين قدموا على رسول الله صلى الله وبايعوه على الإسلام.